# アーチャーのパラドックス
アーチャーのパラドックス（archer's paradox）とは、矢が非センターショットの弓から射出される時、矢の軸がたわみ、蛇行することに関係する現象。アーチャーズパラドックス、アーチェリーパラドックスとも言われる。

## 概説

硬すぎ（左）、適切（中央）、柔らかすぎ（右）

アーチャーのパラドックスという用語は1930年代にロバート・P・エルマー (Robert P. Elmer) によって造り出された。矢が発射される瞬間にたわみ、そして真直ぐに戻る際に正しい進路に戻るために、適切な柔らかさ「スパイン」でなくてはならないという考え。
パラドックスという言葉は、的の中心を射抜くために、矢が的の中心ではなくわずかに側面に向けられなくてはならないという事実によりつけられた。
比較的弱い力の弓は、より柔らかいスパインの矢を必要とする。（本当に、脊椎（spine）のように、矢がたわむ）比較的弱い力の弓は、矢をたわませる効果が少ないので、矢が進路を定める前に弓幹を回り込むことが容易でなければならない。
逆に、強い力の弓は、より硬いスパインの矢を必要とする。矢に対して弓幹を回り込ませる効果が大きいからである。
図が示すように、弓に対して硬すぎるスパインの矢はあまりたわまず、弦が弓幹に近付くにつれて矢は弓と反対の方向にそれることになる。柔らかすぎるスパインの場合、矢がより大きくたわみ、弓と同じ側に的を通り越した方向に射出させられることになる。
アーチェリーでは、アーチャーのパラドックスを代償するため、プランジャーが発明された。（プランジャーボタン、クッションプランジャー、プレッシャーボタン、あるいはその発明者、ヴィック・バーガー (Vic Berger) にちなみ、バーガーボタンとも言われる）

## センターショットの弓とは
矢が射出される間に弦が矢を押し出す力の方向と矢の向きが一致している弓のこと。その結果、もしも理想的に射放つことが出来るならば 矢はその方向に飛ぶため、矢の延長線上に標的の中心があるように狙うと良いことになる。また、矢はたわまない方が進路が安定するので、より硬いほうが良いことになる。
真直ぐな弓を考えると、弦は弓幹の中央に向かって戻るが、矢は弓幹の横に接しているため方向がずれており、射手の引手から開放された弦が弓に近づくにつれてずれの角度は開くので、どのように狙っても矢は単純に思った方向には射出されないことになる。このような弓を非センターショットの弓という。
センターショットにする（または近づける）ためには、弓幹の中央に矢が通る穴を開けるか、切り欠きを作るなどしなければならない。
現代のアーチェリーの場合は、ウインドウと呼ばれる切り欠きがハンドルに設けられており、ここに矢を乗せるレストがある。
和弓の場合は同様の目的で弓全体にわずかな捻りが加えられている。ただし、さらに射手の技術を加えることにより矢と的の方向を一致させる必要があるため、完全なセンターショットではない。
このように、きれいに真直ぐな弓は非センターショットで、欠けていたり捻れていたりする弓の方がセンターショットあるいはそれに近いことになる。

## パラドックスとは
本来数学や哲学などの論理の分野の言葉で、「直感的には正しく思えるが実は間違っているもの」および「直感的には間違っているように思えるが実は正しいもの」を言う。
アーチェリーにおいてこの言葉が言われ始めた当初は、概説で記述したように非センターショットの弓において標的と矢の方向がずれることによりパラドックスと表現された。つまり、矢が標的の方向を向いていれば直感的にはそちらに飛びそうだが、実は矢が飛ぶ方向はずれるということである。
センターショットの弓において、完全に真直ぐに矢が射出されると、困ったことに矢羽が弓に接触し進路が狂うことになる。つまり、一定の矢のたわみ・復元という過程により、弓と矢羽の接触を避ける必要がある。このこともアーチャーのパラドックスと言われる。ただし、狭義のパラドックスではなく、広義のパラドックスのうち、ジレンマと言うべき内容である。
さらに、矢が飛ぶ際の蛇行現象そのものをアーチャーのパラドックスと呼ぶことがある。しかし、パラドックスという言葉の意味から離れた用法である。

## スパインとは
矢の軸(シャフト)のたわみやすさのこと。シャフトを2点で支え、中央に重りを提げてたわんだ距離で比較する。この距離を数字で表すと、大きいほうがたわみやすい、すなわち柔らかいということになる。